# 부가 킹즈
부가 킹즈(Buga Kingz)는 대한민국의 힙합 그룹이다. 2001년 결성되었으며, 현재 멤버는 Bobby Kim, Gan-D, Juvie Train 세 사람이다. 2008년 6월까지 세 장의 정규 앨범을 발표했다. 무브먼트 크루의 멤버인 것으로도 유명하다. "Buga Kingz"란 이름은 "흥겨움의 제왕"이란 뜻이다.

## 역사
처음 Buga Kingz의 인연의 시작은 Bobby Kim과 Gan-D 두명이었다. 그들은 1999년 Bobby Kim의 음악 동기의 소개로 둘은 만났으며, 당시 Bobby Kim은 음악 활동에서 고전하고 있던 터라 그룹 활동을 구상하게 되었고, 몇 개월 뒤 디지의 소개로 Juvie Train과 만나 친분을 쌓으면서 팀을 결성, Buga Kingz란 이름을 사용하기 시작하였다. 이들이 처음 이름을 알린 것은 2001 대한민국 천리안 앨범의 Some of Dis 란 곡으로, 이때는 Gan-D가 피쳐링 참여로 표시되어있다. 3인조 체제가 완성되고나서의 공식적인 첫 곡은 투팍 헌정 앨범인 Hiphop Jam 2001에 수록된 Stay Alive이다.
그리고 2001년 11월, Movement 크루의 도움을 받아 첫 앨범 Bugalicious가 세상의 빛을 보게 된다. 진정한 힙합을 보여주겠다는 포부로 발표된 이 앨범은, 그러나 홍보의 부족 등 여러 가지 사정으로 실패를 거두었으며, 세월이 지나 '비운의 명작'이라는 타이틀이 붙기도 하였다. 이후 Buga Kingz는 2002 대한민국과 The Konexion 등 몇몇 컴필레이션 앨범에 참여했으나, 그다지 드러나는 활동을 하지 않고 오랫동안 휴식기에 들어갔다.
이들을 다시 재기하게 만든 것은 Bobby Kim의 1집의 성공이었다. 1집으로 실력파 R&B 보컬의 대열에 들어선 Bobby Kim은 이 성공을 발판 삼아 1집 활동을 하면서 Buga Kingz 2집을 작업하였다. 그리고 2005년 7월 MBC 수요예술무대를 통해 컴백 첫 무대를 선보인 후 2주 만에 2집을 발표하였다. 2집 역시 Bobby Kim의 인기에 비해서는 약간 아쉬운 성적을 거두었으나, 비교적 만족스러운 결과를 낳았다. 2집 활동이 끝난 후 Bobby Kim은 다시 솔로 활동으로 돌아가 하얀거탑 OST 및 자신의 두 번째 R&B 앨범을 작업하는 한편, 여러 앨범에 피쳐링 활동을 하였으며, Juvie Train은 힙합 뮤지컬인 래퍼스 파라다이스의 출연진에 뽑혀 활동하기도 하였다.
2008년 6월에는 Buga Kingz는 3집 The Menu를 발표하고 활동하였다. 8월 22일에는 "바비킴이 이끄는 부가 킹즈 콘서트"가 쉐라톤 그랜드 워커힐 호텔 야외수영장에서 열리기도 하였다. 이후 Bobby Kim의 솔로 활동이 이어졌으며, Juvie Train이 강심장에 "강호동의 낙하산"으로 출연하기도 하였다. 이들의 네번째 앨범은 2011년 가을 즈음에 나올 예정으로 알려졌으나 조금 늦어져, 11월에 선공개 싱글 한 장이 발표되었고 12월 말에 앨범이 나왔다. 이에 앞서 바비킴이 《나는 가수다》에 나오면서 나머지 둘도 노래 〈물레방아 인생〉의 공연에 참여한 바 있으며, Juvie Train의 프로듀서 및 피쳐링 래퍼로써의 활동도 많아지고 있다.
2012년 1월 바비킴이 《나는 가수다》에서 최종 탈락하면서 역으로 Buga Kingz의 새 앨범의 마무리 작업은 박차가 가해졌고, 이에 앞선 11월에 나온 새 싱글에 이어 2012년 2월 데뷔 10주년을 기념하는 의미를 담은 A Decade가 발매되었다. 2014년 2월 21일에는 멤버 Gan-D와 Juvie Train이 한국국제예술원 뮤직프로덕션과 교수로 임용되었다는 소식을 전해왔다.
- 대표곡: Some of Dis, Buga Buga, Tic Tac Toe, 〈싸이렌〉, 〈넘버원〉, Don't Go

## 바이오그래피
- 2001년 11월 27일 Bugalicious
- 2005년 7월 20일 The Renaissance
- 2008년 4월 24일 The Menu
- 2011년 11월 18일 《넘버원》 디지털 싱글
- 2012년 2월 2일 A Decade

## 구성원
- Bobby Kim (본명: 김도균, 1973년 1월 12일 ~ ) - 리더, 보컬
- Gan-D (본명: 최헌, 1976년 ~ ) - 래퍼
- Juvie Train (본명: 주현우, 1978년 ~ ) - 래퍼

## 출연
- 2012년 TV조선 《P.S. I Love You 박정현》 - 게스트 (12회)